# Totally Spies
Totally Spies är en fransk-kanadensisk tecknad TV-serie som handlar om de tre tonårsagenterna Sam, Alex och Clover.
På ytan förefaller de vara tre vanliga tonåringar med vanliga bekymmer, men de är även hemliga agenter som jobbar för "WOOHP" (World Organization Of Human Protection)! Spionernas chef Jerry skickar ut dem på uppdrag, och till sin hjälp har de högteknologisk utrustning som är maskerad som vardagsobjekt.